# Паломид
Паломид е един от Рицарите на Кръглата маса от Легендата за крал Артур. Той е образ твърде сходен с късните образи на приятеля в рицарските романси, подобно на Канид в „Тристан и Изолда“. Според легендата за крал Артур, Паломид е чернокож (сарацин), приятел на Ланселот. Паломид също е влюбен в Гуиневир, но отхвърлен от нея. След кратък период на страдание той поема мисията на крал Пелс след неговата смърт, за преследване и залавяне на Дирещия звяр.